# Base Aérea de Quintero
Ubicada contigua a la localidad de Loncura, en la Comuna de Quintero, Región de Valparaíso, la Base Aérea de Quintero es el centro de operaciones del Regimiento de Artillería Antiaérea y Fuerzas Especiales de la Fuerza Aérea de Chile (FACH).

## Historia
En 1921, la Armada de Chile establece en Quintero una base aeronaval de tipo anfibia, a la cual traslada todo el equipamiento y personal que originalmente estuvo destinado en las precarias instalaciones que hasta ese entonces existían en la playa Las Torpederas de Valparaíso.
En 1930 se crea la Fuerza Aérea de Chile, con lo que la Base pasa a ser parte de esta Institución como Base Aérea de Quintero. En las décadas de los años 50 y '60, por su número de personal y equipos se constituyó en una de las bases aéreas más grandes de Sudamérica.
La Base Aérea de Quintero ha cumplido importantes hitos en el desarrollo de la aviación chilena, como:
- Unir el continente con Isla de Pascua el 20 de enero de 1951 en "El Manutara", pilotado por Roberto Parragué Singer
- Unir el continente con la Antártica Chilena el 28 de diciembre de 1955.[1]

En 1959, Parragué fue ascendido a Coronel de Aviación y nombrado comandante de la Base Aérea de Quintero.
Durante la dictadura militar de Augusto Pinochet la Base fue utilizada como centro de detención. Hacia el Sur de la ciudad de Quintero se creó el Campo de Concentración de "Ritoque", administrado por personal de la FACH y Carabineros.

## Regimiento de Artillería Antiaérea y Fuerzas Especiales
El Regimiento de Artillería Antiaérea y Fuerzas Especiales, perteneciente a la II Brigada Aérea de la FACH, fue creado el 15 de mayo de 1930 como una unidad que llevase operaciones de defensa Antiaérea y de comandos. Esta unidad instruye y entrena a las unidades de Fuerzas Especiales, Tácticas y procedimientos Antiaéreos. Los Comandos de la FACH, pertenecientes al Grupo de Fuerzas Especiales de la Institución, se entrenan en cielo, mar y tierra, y en la Cordillera de los Andes puesto que esta cadena montañosa se extiende por casi todo el país, constituyendo un importante punto estratégico de la defensa nacional.

## Actualidad
A partir de 2009 la FACH puso en marcha el denominado "Proyecto FÉNIX", destinado a convertir a la Base Aérea de Quintero en un nuevo punto estratégico de la Institución en la zona central de Chile, a través de la construcción de una segunda pista de gran longitud, que pudiera ser utilizada para que grandes aviones de línea pudieran aterrizar en caso de incidentes en el Aeropuerto de Santiago. Dicha iniciativa contempló el soterramiento de la ruta de acceso a Quintero por medio de un túnel de 180 metros de longitud bajo la nueva losa, la cual se extiende desde la bahía hasta las proximidades del cruce ferroviario de Ritoque.
No obstante, una vez terminada dicha pista, su puesta en pleno funcionamiento se ha tornado conflictiva, por cuanto la Contraloría Regional de Valparaíso ha objetado su operación debido a que el área involucrada se encuentra en una superficie destinada al uso forestal, según el "Plan Intercomunal" (PIV) de 1965. La aprobación reciente del nuevo "Plan Regulador Metropolitano de Valparaíso", tras cerca de 19 años en tramitación, permitiría tanto la utilización plena de dicha pista como la expansión urbana de la ciudad de Quintero hasta el Río Aconcagua, lo que no ha estado exento de polémica debido a la proximidad de la pista de aterrizaje y la ciudad con las Dunas de Ritoque, de gran interés ecológico.

## Santuario de la Naturaleza Bosque Las Petras
Dentro del perímetro de la Base Aérea de Quintero se ubica el Bosque Las Petras, declarado Santuario de la Naturaleza en 1993.